# Convenientia
Una convenientia (en plural: convenientiae; en català: convinença) era, en l'edat mitjana, un contracte mitjançant el qual les parts contractants es posaven d'acord entre si, lliurement, i sense mediació de cap jurisprudència pública superior, a imposar-se unes obligacions mútues que quedaven segellades documentalment per escrit i garantides amb un jurament solemne.
Concretament, en l'espai geogràfic del Mediterrani nord-occidental: Catalunya, Llenguadoc, Provença, Llombardia, Umbria, Lazio i Abruzzo, i en el marc juridicosocial del naixent feudalisme, les convenientiae sorgiren com a aliances entre llinatges aristocràtics que desafiaven la potestas dels sobirans tradicionals per mitjà de la guerra i la violència. Les convenientiae, pactes entre particulars al marge de la llei vigent, constituïen en si mateixes un rebuig a l'autoritat del sobirà i la seva facultat per a impartir justícia i mantenir l'ordre públic basant-se en la llei.

## Convenientiaen el comtat de Barcelona
Especificant en el cas del comtat de Barcelona, els antics oficials comtals com ara els castlans o vescomtes s'apoderaren dels béns públics constituint-se en barons, una nova classe aristocràtica que convenia entre ells vincles d'aliança al marge de l'autoritat comtal i sense la ingerència del comte de Barcelona i les Leges Gothorum (Lleis godes) vigents. Aquestes convencions tenien per fi guanyar aliats i evitar agressions enmig de la revolució feudal que violentament esclatà durant el cogovern d'Ermessenda de Carcassona i el seu fill Berenguer Ramon I (1017-1035). Donada la seva naturalesa il·legal, o alegal, la garantia d'acompliment no depenia ja de garanties jurídiques, sinó tan sols del sacramentum ('jurament solemne'). En algunes situacions i en funció de la naturalesa del contracte, s'especificaven penyores, ostatges o caucions donades per les parts.
Els contractes vassallàtics implicaven obligacions pels dos contraents. Un home donava béns de la seva propietat en usdefruit vitalici a un altre home, el qual quedava obligat a ser-li fidel i servir-lo personalment durant les guerres que aquell escometés. El que donava els béns era denominat senior ('senyor'), i aquell qui els rebia era denominat vassall. D'aquest contracte, naixia una dependència que estructurà jeràrquicament i militarment la societat feudal. En temps dels comtes de Barcelona i per a contraure aquestes relacions, es realitzaven dos actes distints que quedaven plasmats en dos documents. El primer contracte especificava per escrit les convencions pactades –les convenientia- entre senyor i vassall. Pel segon, qui havia assolit la condició de vassall feia el sacramentum ('jurament solemne') de retre hominaticum ('homenatge') i acomplir les seves obligacions, rebent a canvi el castrum, el castell amb les seves terres d'alou, que li era lliurat documentalment en forma de donació.

## Detalls contractuals
En una convenientia escripturada s'establien les obligacions següents:
- Convencions per part del senyor:
  - En totes les escriptures de convenientia, la primera clàusula es refereix a la constitució del castrum ('feu'), el castell amb les seves terres d'alou, que esdevenia la cèdula immobiliària sobre la qual es bastia la institució jurídica. El feu era concedit només en usdefruit i de per vida a la persona que assolia la condició de vassalla, de manera que no eren hereditaris, per bé que es podia convenir el traspàs del feu a un fill en cas que el vassall morís.

- Convencions per part del vassall:
  - 1. Estava obligat a prestar jurament de fidelitat sobre l'altar de l'homenatge a la «vita tua et de corpore tuo et de omnibus membris que in corpore tuo se tenent» ('a la vida, al cos i a tots els membres del cos del seu senyor, i d'ajudar-lo a mantenir i defensar els seus béns contra tots aquells que volguessin arrabassar-los-hi').
  - 2. Estava obligat a servir amb hostes ('host'), cavalcata ('cavalcada'), curtes ('corts'), i seguimentum ('seguiment'), sempre que el senyor ho requerís.
  - 3. Estava obligat a donar al senyor hostatge al castell sempre que el senyor ho requerís.
  - 4. Estava obligat a no ocultar-se quan fos requerit pel senyor.

## Extensió feudal
En el marc del nou ordre juridicosocial que suposà l'esclat de la revolució feudal del segle xi, totes les relacions socials es feren en el marc de les convenientiae, el nombre de les quals no parà d'augmentar en la mesura que decreixien les audiències davant dels tribunals que oferien justícia basant-se en les lleis. Al comtat de Barcelona, per bé que inicialment il·legals, o alegals, durant els temps d'Ermessenda de Carcassona i el seu fill Berenguer Ramon I (1017-1035), acabaren imposant-se quan qui era l'autoritat pública, el comte de Barcelona, acabà també per utilitzar-les ell mateix a fi de recuperar el poder, ja en temps del net d'Ermessenda, el comte Ramon Berenguer I (1035-1076).